# Moenkopi-Formation

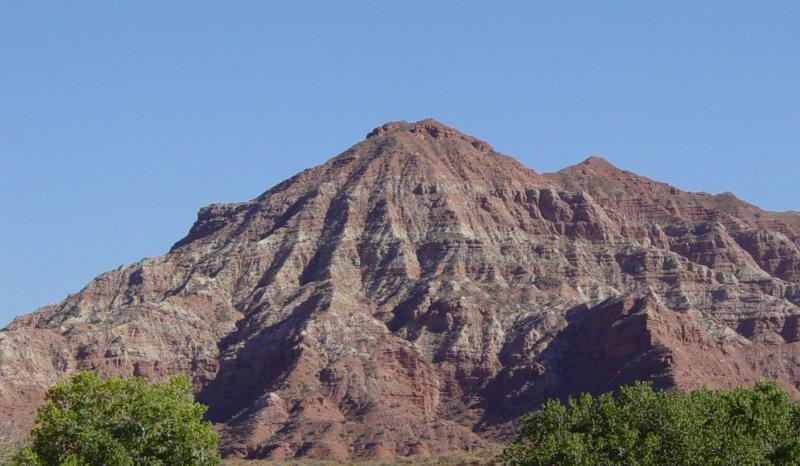
Schichten der Moenkopi-Formation, Zion National Park, Utah.

Die Moenkopi-Formation ist ein Gesteinsverband (Formation sedimentären Ursprungs), der in weiten Teilen der US-amerikanischen Bundesstaaten New Mexico, Arizona (Norden), Nevada, Kalifornien (Südosten), Utah und Colorado (Westen) angetroffen werden kann. In Arizona wird dem Gesteinsverband Gruppenstatus zugebilligt. Geologisch gehört die Moenkopi-Formation zum Colorado-Plateau und zum Basin and Range. Ihre rotgefärbten Schiefertone und Sandsteine wurden während der Unteren Trias und möglicherweise noch während der Mittleren Trias vor rund 240 Millionen Jahren abgelagert.

## Stratigraphie

### Schichtglieder (Member)
Die Moenkopi-Formation wird wegen ihrer weiten Verbreitung und ihrer unterschiedlichen faziellen Ausbildung in eine Unzahl von Schichtgliedern (Member) unterteilt (in alphabetischer Reihenfolge, CO=Colorado, UT=Utah, NM=New Mexico, AZ=Arizona, NV=Nevada):
- Ali-Baba-Member (CO,UT)
- Anton-Chico-Member (NM)
- Black-Dragon-Member (UT)
- Holbrook-Sandstone-Member (AZ)
- Hoskinnini-Member (AZ, CO, UT) auch Hoskinnini Tongue (AZ, CO, UT)
- Moody-Canyon-Member (UT)
- Moqui-Member (AZ)
- Pariott-Member (CO,UT)
- Rock-Canyon-Conglomerate-Member (AZ, NV, UT)
- Sinbad-Limestone-Member (UT)
- Sewemup-Member (CO,UT)
- Shnabkaib-Member (AZ, NV, UT)
- Tenderfoot-Member (CO, UT)
- Timpoweap-Member (AZ,NV,UT)
- Torrey-Member (UT)
- Virgin-Limestone-Member (AZ,NV,UT)
- Winslow Member (AZ)
- Wupatki-Member (AZ)

### Lokale Profile
Zur besseren Veranschaulichung der recht komplexen stratigraphischen Verhältnisse folgen einige lokale Profile (Abfolge von jung nach alt):
Nördliches Utah (Uinta-Becken):
- Pariott-Member
- Sewemup-Member
- Ali-Baba-Member
- Tenderfoot-Member

Südöstliches Utah (Canyonlands) – 300 Meter:
- Moody-Canyon-Member
- Torrey-Member
- Sinbad-Limestone-Member
- Black-Dragon-Member
- Hoskinnini-Member

Nordöstliches Arizona (nahe Holbrook) – 100 bis 150 Meter:
- Holbrook-Member (identisch mit dem Anton-Chico-Member in New Mexico)
- Moqui-Member
- Wupatki-Member (oberer Teil identisch mit Shnabkaib-Member in SW-Utah)

Südwestliches Utah (Virgin River) – 700 Meter:
- Upper-Red-Member
- Shnabkaib-Member
- Middle-Red-Member
- Virgin-Limestone-Member
- Lower-Red-Member
- Timpoweap-Member

Anmerkung: Das Timpoweap-Member wird neuerdings wegfallen, da identisch mit dem Rock-Canyon-Conglomerate-Member und dem darauf folgenden Sinbad-Limestone-Member.
Der Südwesten Utahs ist ein fazieller Übergangsbereich, in dem sich die marinen kalkbetonten Schichtglieder der Thaynes-Formation bzw. Thaynes-Gruppe mit den kontinentalen Rotsedimenten der eigentlichen Moenkopi-Formation verzahnen. Zu der Thaynes-Gruppe gehören das Sinbad-Limestone-Member, das Virgin-Limestone-Member und das Shnabkaib-Member.

### Äquivalente Formationen
Die vorwiegend siliziklastische Moenkopi-Formation ist zu folgenden Formationen äquivalent:
- Alcova-Formation – Wyoming
- Chugwater-Formation – Wyoming
- Crow-Mountain-Formation – Wyoming
- Red-Peak-Formation – Wyoming
- State-Bridge-Formation – Colorado
- Mahogany-Member der Ankareh-Formation – Utah

### Geschichtliches
Die Moenkopi-Formation besitzt keine Typlokalität. Ihr Erstbeschreiber Ward benannte sie im Jahr 1901 nach einer an der Mündung des «Moencopie Wash» im Gebiet des Grand Canyon gelegenen Ansiedlung. Als Ersatz behalf sich Gregory im Jahr 1917 mit einem Profil in der Felsmauer des Little Colorado Canyon, etwa 8 Kilometer unterhalb von Tanner Crossing im Coconino County.
Während ihres Aufenthalts im Great Basin im Jahr 1921 unterteilten Bassler und Reeside die Formation zum ersten Mal, sie schieden das Rock-Canyon-Conglomerate-Member, das Virgin-Limestone-Member und das Shnabkaib-Member aus. Hager konnte 1922 im Black-Mesa-Becken das Salt-Creek-Member (später ersetzt durch das Wupatki-Member und das Moqui-Member) und das Holbrook-Sandstone-Member abtrennen. Im Paradox-Becken etablierten James Gilluly und John Bernard Reeside 1928 das Sinbad-Limestone-Member. Gregory beschrieb 1948 zum ersten Mal das Timpoweap-Member. Das Wupatki-Member wurde von McKee im Jahr 1951 eingeführt, der gleichzeitig eine Altersrevision auf Unter- bzw. Mitteltrias vornahm.
Schichtgrenzen wurden zum ersten Mal von Robeck im Jahr 1956 und Cooley im Jahr 1958 revidiert. Shoemaker und Newmann konnten dann im Piceance-Becken und im Uinta-Becken im Jahr 1959 das Tenderfoot-Member, das Ali-Baba-Member, das Sewemup-Member und das Pariott-Member abtrennen. Das Hoskinnini-Member wurde 1959 von Stewart im Black-Mesa-Becken und im Paradox-Becken eingeführt.
1966 unternahmen Schell und Ellis Yochelson eine erneute Schichtgrenzenrevision. 1974 benannte Blakey im Paradox-Becken das Black-Dragon-Member, das Torrey-Member und das Moody-Canyon-Member. 1979 kam es nochmals zu einer Schichtgrenzenrevision. Kietzke bestätigte 1988 mittels biostratigraphischer Methoden ein unter- bzw. mitteltriassisches Alter. 1989 wurde schließlich das Anton-Chico-Member von Lucas und Hunt im Palo-Duro-Becken eingeführt, gleichzeitig revidierten sie die geographische Ausdehnung. Auch Lucas und Hayden bearbeiteten 1991 die geographischen Gegebenheiten. Zusammenfassende Übersichten wurden 1991 von Lucas, 1994 von Sprinkel, 1995 von Hintze und Axen sowie danach von Huntoon u. a. veröffentlicht.

### Allgemeiner Überblick
Der Ablagerungsraum der Moenkopi-Formation war ein sehr weiträumiges Sedimentationsbecken, das sich von Wyoming, Montana und Idaho über Colorado und Utah bis nach New Mexico, Arizona und Nevada erstreckte. Es handelte sich hierbei um einen rampenförmigen Kratonrand, der nach Nordwesten allmählich abtauchte. Er hatte eine Längenausdehnung von 650 Kilometer und war zwischen 160 und 500 Kilometer breit. Ein Binnenmeer transgredierte über ihn hinweg, bei seinem Höchststand reichte dieses vom südlichen Utah bis nach Britisch-Kolumbien. In drei größeren Pulsen verzahnte es sich mit kontinentalen siliziklastischen Rotsedimenten, deren Ursprungsgebiete Hochgebiete wie das Uncompahgre-Plateau, der Defiance Uplift, der Mogollon Rim und eine tektonisch bedingte Barriere im westlichen Nevada waren und von denen aus nordwestwärts fließende Flussläufe die Sedimentfracht in tiefere Beckenteile verfrachteten.
Die Formation zeigt generell diskordanten Kontakt mit ihrem paläozoischen Untergrund, so greift sie beispielsweise im nordöstlichen Arizona bis auf den Coconino Sandstone, im Grand Canyon bis auf den Kaibab Limestone und in den Canyonlands bis auf die Cutler-Formation herab. Sie endet mit einer erosiven Diskordanz und wird ihrerseits vom Shinarump Conglomerate der Chinle-Formation überdeckt. Die Mächtigkeiten der Moenkopi-Formation variieren sehr stark, im Osten ist sie nur sehr dünn ausgebildet (um 100 Meter), gegen Westen wächst sie jedoch allmählich an, um an ihrem West- und Nordwestrand bis zu 700 Meter zu erreichen. Analog zu den Mächtigkeitsschwankungen gehen fazielle Änderungen einher. Im Ostteil ihres Ablagerungsraumes besitzt die Moenkopi-Formation fluviatilen Charakter, im Zentralteil wird sie zusehends intertidal bis tidal, um schließlich am Westrand gänzlich marinen Charakter anzunehmen. So geht sie beispielsweise im Nordwesten und Westen in die cephalopodenführende Thaynes-Formation über.

### Alter
Aufgrund des Fossilinhalts lässt sich der Moenkopi-Formation ein untertriassisches Alter zuweisen, das die Stufen Indusium, Olenekium und unteres Anisium umfasst, d. h. in etwa den Zeitraum von 250 bis 245 Millionen Jahre BP. Ihre Wirbeltierfauna und insbesondere ihre Spurenfossilien deuten auf eine Äquivalenz mit dem deutschen Mittleren- und Oberen Buntsandstein (Volpriehausen-Formation) und Sedimenten aus dem östlichen Massif Central Frankreichs.

## Vorkommen
Die Moenkopi-Formation tritt in folgenden Sedimentationsräumen auf:
- Black-Mesa-Becken
- Great Basin
- Green-River-Becken
- Las-Vegas-Becken/Raton-Becken
- Orogrande-Becken
- Palo-Duro-Becken
- Paradox-Becken
- Piceance-Becken
- San-Juan-Becken
- Uinta-Becken

Auch in folgenden Nationalparks ist sie anzutreffen:
- Canyonlands-Nationalpark
- Capitol-Reef-Nationalpark
- Grand-Canyon-Nationalpark
- Zion-Nationalpark

Ferner im:
- Monument Valley Navajo Tribal Park
- Dinosaur National Monument
- Grand Staircase-Escalante National Monument

## Fossilinhalt

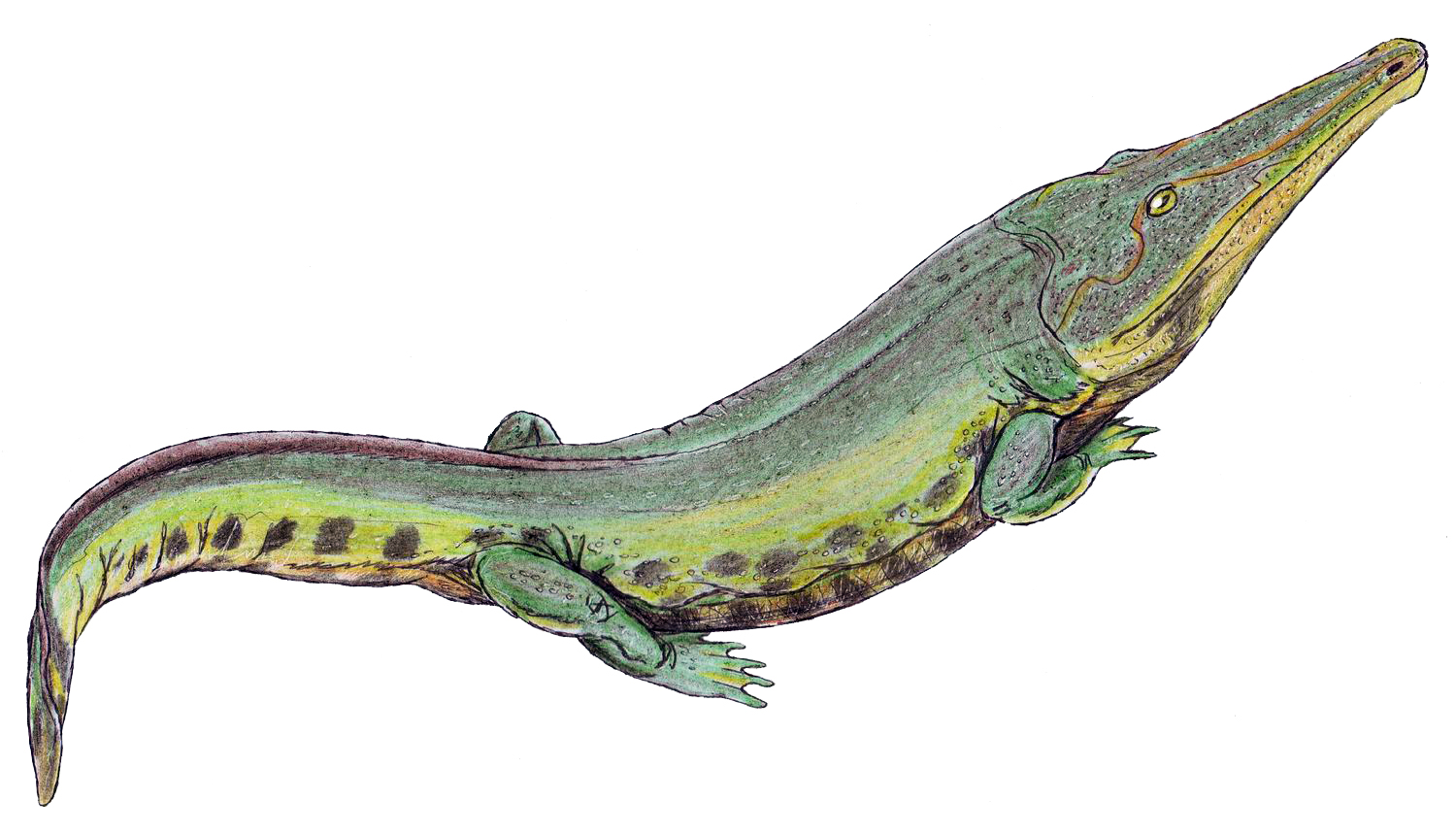
Eocyclotosaurus

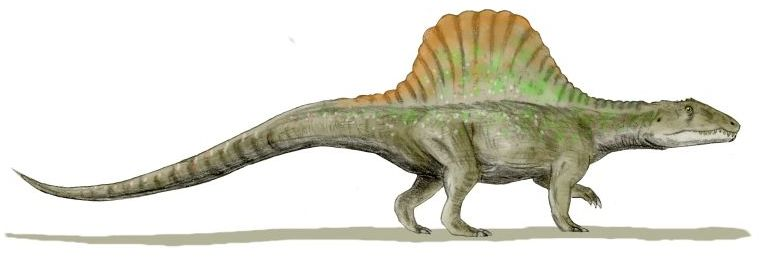
Arizonasaurus babbitti

Aus der Moenkopi-Formation entstammt eine sehr diversifizierte Wirbeltierfauna, insbesondere das Wupatki-Member und das Holbrook-Member im Nordosten Arizonas sind für ihre reichhaltigen Wirbeltierfunde bekannt geworden. Unter den Wirbellosen zu nennen sind Ammoniten, Conchostraca, Gastropoden, Kahnfüßer, Ostrakoden, Stachelhäuter, Stromatolithen und spirorbide Würmer. Charophyta, Grünalgen (Codiaceen) und Reste von Pflanzen sind ebenfalls vorhanden.
Zu nennen unter den basalen Wirbeltiergruppen sind Hybodontiformes (Haiartige), Quastenflosser und Lungenfische. Auch temnospondyle Amphibien sind sehr häufig. Unter den Temnospondyli finden sich Eocyclotosaurus, Quasicyclotosaurus, Wellesaurus, Vigilius und Cosgriffius. Vereinzelt kommen auch Rhynchosaurier vor. Anisodontosaurus ist ein rätselhaftes Reptil, von dem nur einige zahnbesetzte Kieferfragmente vorliegen. Von Arizonasaurus, einem poposauriden Archosaurier, liegen ein nahezu vollständiger Schädel sowie andere isolierte Knochenreste vor.
Die Funde im Einzelnen:
Wirbeltiere:
Archosaurier
- Anisodontosaurus greeri – Proterosuchia
- Arizonasaurus babbitti

Temnospondyli
- Cosgriffius campi
- Cyclotosaurus randalli
- Eocyclotosaurus wellesi
- Haddrokkosaurus bradyi
- Parotosuchus
- Quasicyclotosaurus campi
- Vigilius wellesi
- Wellesaurus peabodyi

Wirbellose
Ammoniten:
- Anasibirites kingianus
- Columbites
- Meekoceras gracilitatis
- Tirolites
- Wasatchites

Ostrakoden:
- Darwinula
- Darwinuloides
- Gerdalia

### Spurenfossilien
Die Moenkopi-Formation ist sehr reich an Spurenfossilien. Neben zahlreichen Wirbeltierspuren finden sich auch Spuren von Wirbellosen wie beispielsweise Pfeilschwanzkrebse. Erwähnenswert auch das Vorhandensein von Koprolithen.
Von Dicynodontiern wurden neben einigen Knochenresten auch deren Fußspuren entdeckt. Insbesondere im Wupatki-Member sind Spuren von Chirotherium und Rhynchosauroides recht häufig.
Folgende Ichnotaxa treten in der Moenkopi-Formation auf:
- Capitosauroides bernburgani
- Chirotherium
- Isochirotherium cotteri
- Isochirotherium marshalli
- Rhynchosauroides
- Rotadactylus brady
- Rotodactylus cursorius
- Rotadactylus mckeei
- Synaptichnium cameronense
- Synaptichnium diabloense
- Therapsipus cumminsi